# Apollonia van Alexandrië
Apollonia van Alexandrië († 249) was een heilige en martelares uit Egypte. Ze is de patrones van de tandartsen en tandtechnici. 

## Leven
Over haar leven is heel wat onzeker. Volgens de overlevering kreeg haar moeder haar na een vurig gebed tot de Maria, leefde ze in de 3e eeuw en werd ze gevangengenomen in het jaar 249  tijdens de christenvervolgingen door de heidenen ten tijde van de Romeinse soldatenkeizer Decius, omdat ze haar geloof niet wilde afzweren.
Ze moet toen omstreeks 50 jaar oud zijn geweest. In dit jaar werd het duizendjarig bestaan van het Romeinse Rijk gevierd, wat een heropleving van de verering van de Romeinse goden met zich meebracht. De christenen hielden zich hiervan afzijdig, wat aanleiding gaf tot rellen, onrust en vervolging. Ze werd vreselijk gefolterd en bisschop Dionysius beweerde dat men bij haar alle tanden uit de mond heeft getrokken en haar kaakbeen verbrijzeld. Hierna zou ze levend verbrand worden maar, toen haar bewakers niet opletten, sprong ze zelf in het vuur.

## Verering
Haar verering verspreidde zich zeer snel door het Midden-Oosten en sedert de 16e eeuw ook naar West-Europa.
De heilige Apollonia wordt vaak afgebeeld met een tang in de ene en een palmtak van de martelaren in de andere hand. In de tang zit vaak een tand of kies. Ze wordt aangeroepen bij kiespijn en is ook de patrones van de tandartsen en tandtechnici. Haar feestdag is op 9 februari. De datum waarop ze werd heilig verklaard is niet gekend.

## Afbeeldingen

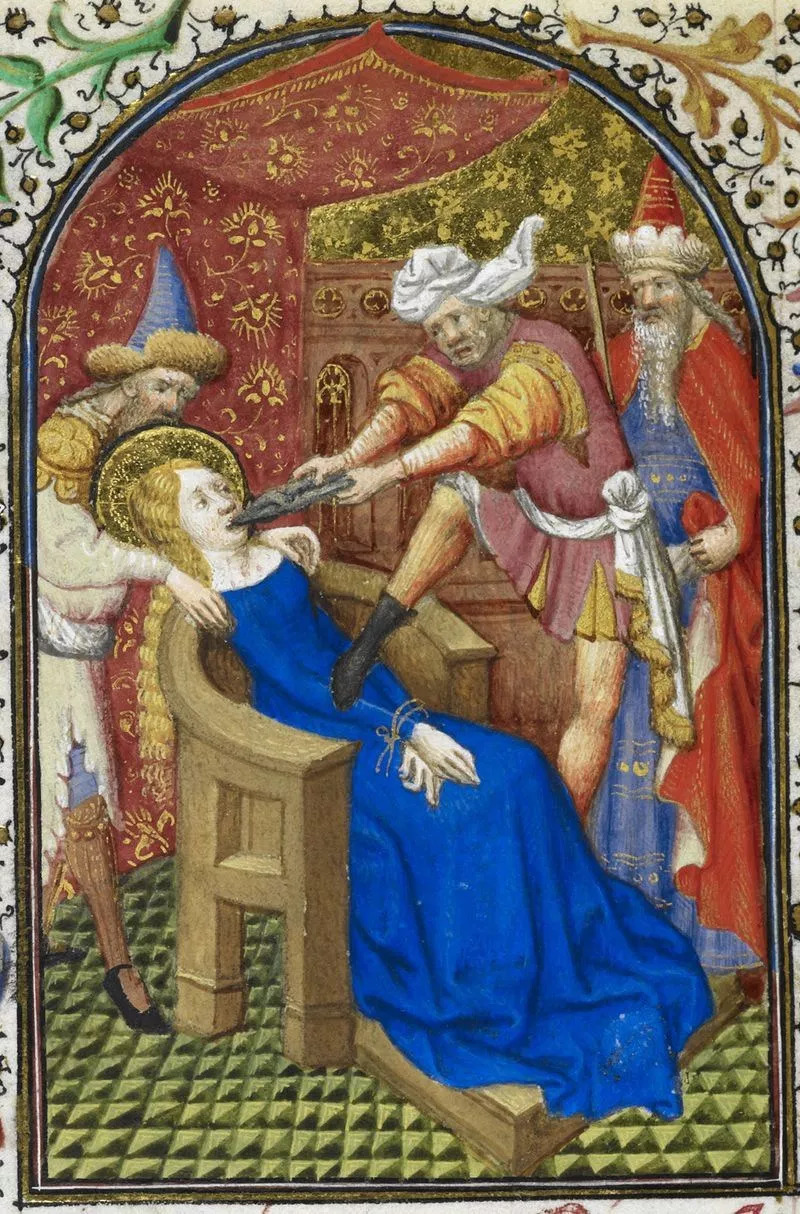
Martelaarschap op een 15e-eeuws miniatuur
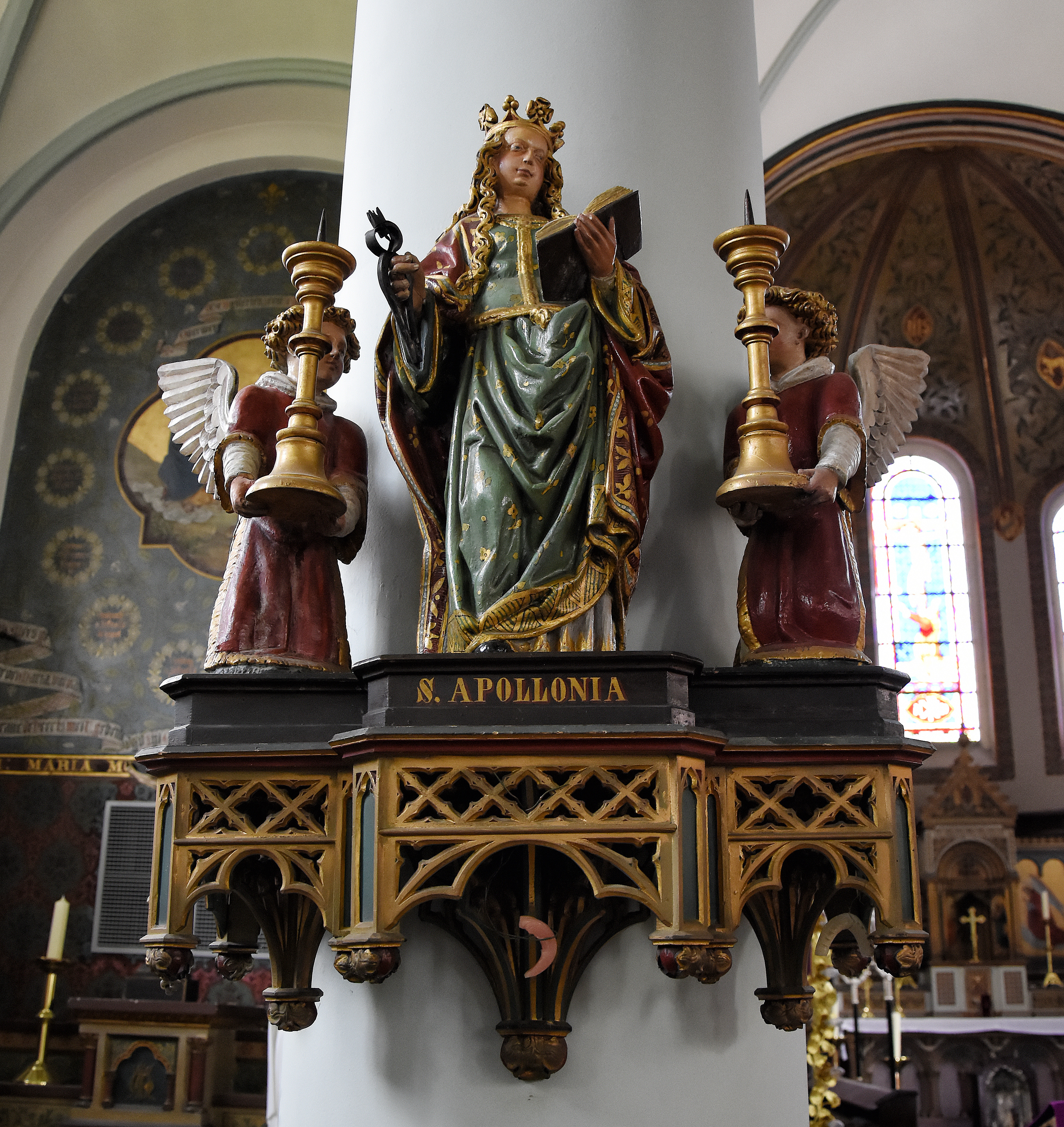
Apollonia van Alexandrië (16e eeuw) in de Sint-Bonifatiuskerk in Munte
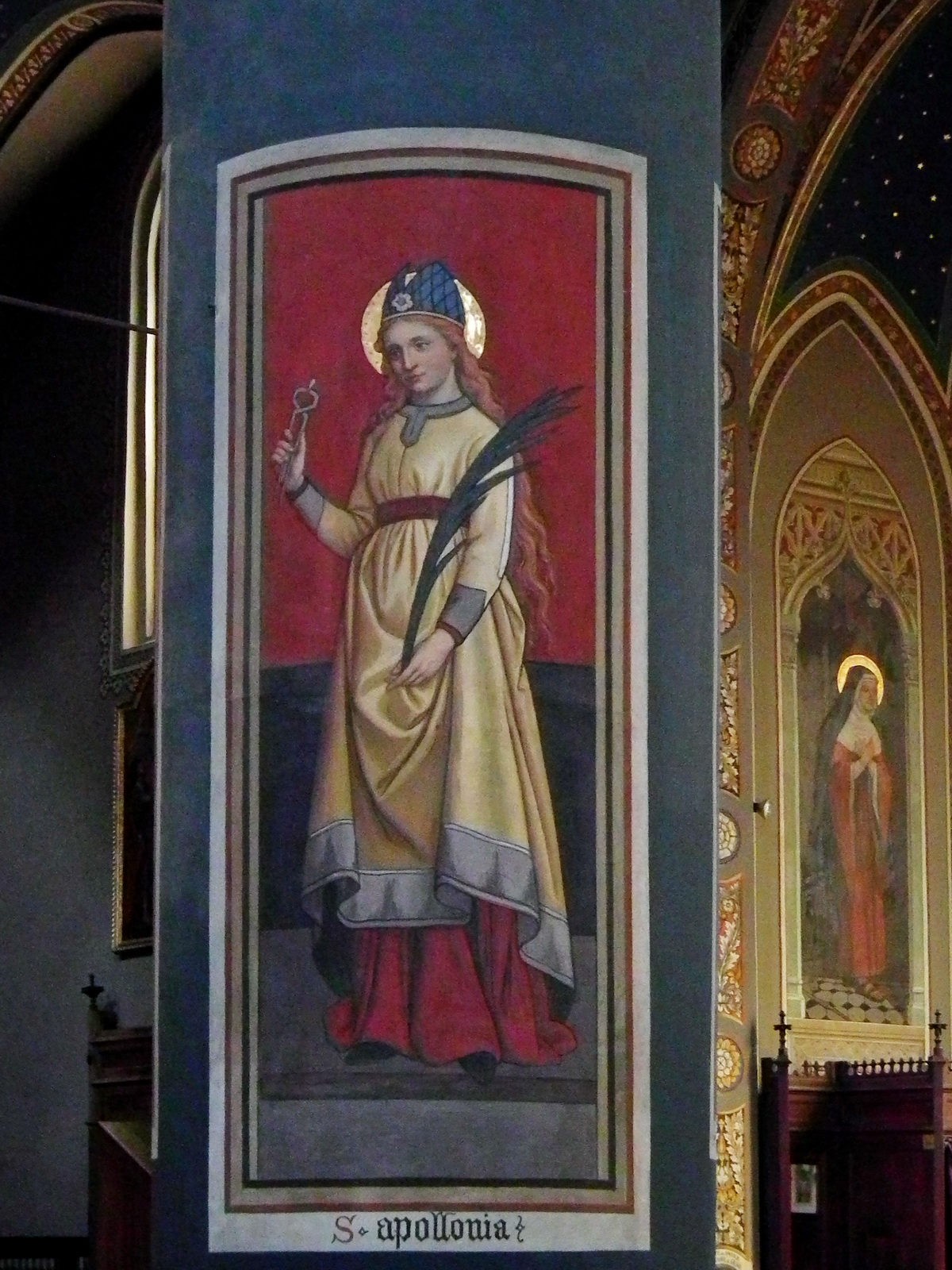
Apollonia van Alexandrië met tang en palmtak (Piëmont, Italië)

## Trivia
- In het Raspaillebos bevindt zich een kapel toegewijd aan de Heilige Apollonia.
- De faculteitskring aan de Katholieke Universiteit Leuven die daar de studenten tandheelkunde verenigt, draagt eveneens de naam Apollonia.[2]